# Incident Tenchūgumi
L'incident Tenchūgumi (天誅組の変, Tenchūgumi no Hen) est un soulèvement militaire de militants du mouvement sonnō jōi (« Honorer l'empereur, expulser les barbares ») de la province de Yamato (de nos jours préfecture de Nara) le 29 septembre 1863 (ère Bunkyū 3/8/17 de l'ancien calendrier japonais), durant la période du bakumatsu.
Au début de 1863, l'empereur Kōmei envoie une dépêche au shogun Tokugawa Iemochi pour expulser les étrangers du Japon. Le shogun répond par une visite à Kyoto en avril mais rejette les exigences de la faction jōi. Le 25 septembre (8/13 de l'ancien calendrier japonais) l'empereur annonce qu'il se rendra dans la province de Yamato sur la tombe de l'empereur Jimmu, mythique fondateur du Japon, pour proclamer son dévouement à la cause jōi.
À la suite de cela, un groupe appelé « Tenchūgumi » constitué de 30 samouraï et rōnin du domaine de Tosa et autres fiefs défile dans la province de Yamato et prend d'assaut le bureau du juge à Gojō. Ils sont emmenés par un nommé Yoshimura Toratarō.
Le lendemain, les loyalistes du shogunat des domaines de Satsuma et Aizu réagissent en expulsant plusieurs fonctionnaires impériaux de la faction sonnō jōi de la cour impériale de Kyoto par le « coup de Bunkyū »
Le shogunat envoie des troupes pour réprimer le Tenchūgumi qui est finalement vaincu en septembre 1864.